# Fluorid strontnatý
Fluorid strontnatý je anorganická sloučenina s chemickým vzorcem SrF2. Je to křehká bílá krystalická látka, která se vzácně v přírodě vyskytuje jako minerál.

## Příprava
Fluorid strontnatý lze připravit rozpuštěním uhličitanu strontnatého v přebytku 40% kyseliny fluorovodíkové:
SrCO3 + 2HF → SrF2 + H2O + CO2
Fluorid strontnatý lze také připravit reakcí chloridu strontnatého s fluorem:
SrCl2 + F2 → SrF2 + Cl2

## Struktura
Pevný fluorid strontnatý má strukturu stejnou jako fluorit, koordinační číslo stroncia je zde 8. V plynné fázi je molekula lomená s úhlem F-Sr-F přibližně 120°. Jedná se o výjimku z teorie VSEPR, která předpokládá lineární strukturu.

## Vlastnosti
Fluorid strontnatý je téměř nerozpustný ve vodě. Dráždí oči a kůži a je škodlivý při vdechnutí nebo požití. Podobně jako fluorid vápenatý a fluorid barnatý vykazuje fluorid strontnatý při zvýšených teplotách superiontovou vodivost. Fluorid strontnatý je propustný pro elektromagnetické záření v rozsahu vlnových délek od ultrafialového záření (150 nm) po infračervené záření (11 µm). Jeho optické vlastnosti jsou na střední úrovni ve srovnání s fluoridem vápenatým a fluoridem barnatým.

## Využití
Fluorid strontnatý se používá například jako optický povlak na čočkách a také jako krystal termoluminiscenčního dozimetru.
Dále se využívá jako nosič radionuklidu stroncia-90 v radioizotopových termoelektrických generátorech.